# この世の果てで恋を唄う少女YU-NO
『この世の果てで恋を唄う少女YU-NO』（このよのはてでこいをうたうしょうじょユーノ、英題：YU-NO: A girl who chants love at the bound of this world.）は、菅野ひろゆきが企画・脚本・ゲームデザイン・総合プロデュースを担当し、エルフより発売されたSFアドベンチャーゲーム。

## 概要
並列世界を舞台にした本格的SFファンタジー作品。物理、数学、哲学、歴史、宗教などの分野が融合し、ジャンルとしてもSFやファンタジーのみならず、オカルト、恋愛、ミステリなどの要素が混在しており、複雑な世界観だけでなくシナリオ量も膨大で、リメイク制作者によれば通常のADVと比較し4倍相当にあたるとされる。また、近親相姦やカニバリズムなど倫理的タブーに触れる描写があり、賛否の物議を醸した。
プレイヤーは主人公たくやとして、死んだはずの父親から届いた小包を切っ掛けに、並列世界を探索して自身の出生の秘密や隠された謎を解き明かす。本編は現代編と異世界編に分けられ、現代編で無数に並列する現代の日本を渡り歩いて「宝玉」と呼ばれるアイテムをすべて集めた後、異世界編に進む仕組みとなっている。
本作は並列世界の移動手段としてタイムトラベルを扱っているが、特徴として「時は可逆、歴史は非可逆」という設定があり、これはタイムトラベル作品に多く見られるパラドックスを回避している。また、「A.D.M.S（アダムス）」という独自のシステムによって分岐した世界が可視化されており、それによって設定とシステムと物語が渾然一体となっているのも特徴である。
『この世の果てで恋を唄う少女』がメインタイトル、『YU-NO』がサブタイトルとなっている。

## システム
PC-98版とSS版およびリメイク版ではゲームのシステムが異なる。以下の説明は特に断りがない限り、PC-98版の説明である。

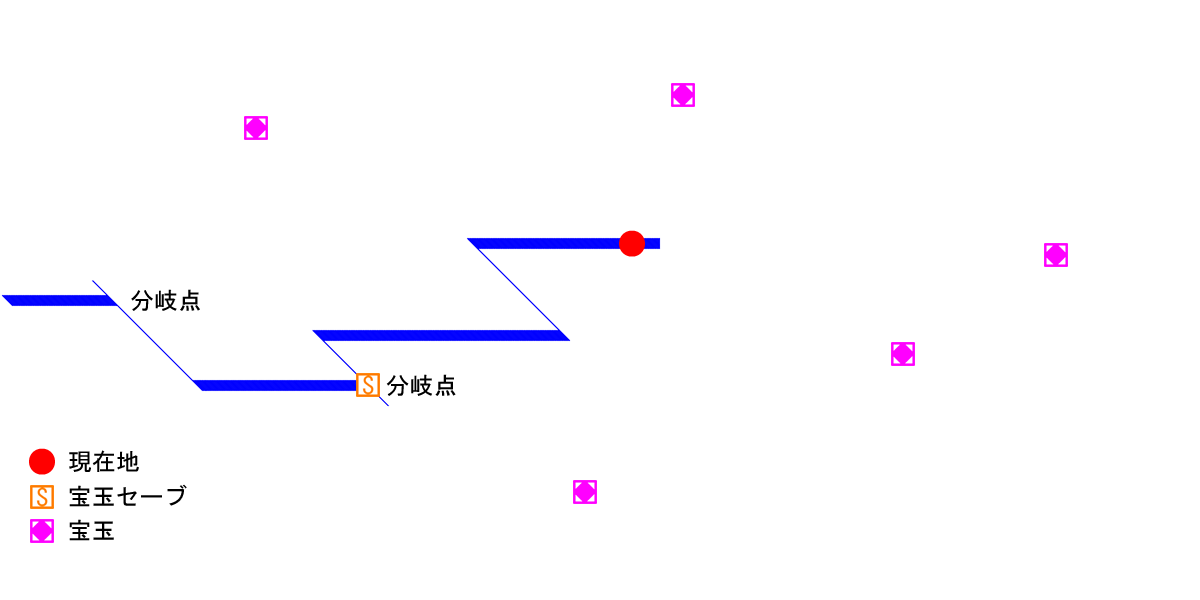
初期の分岐マップ

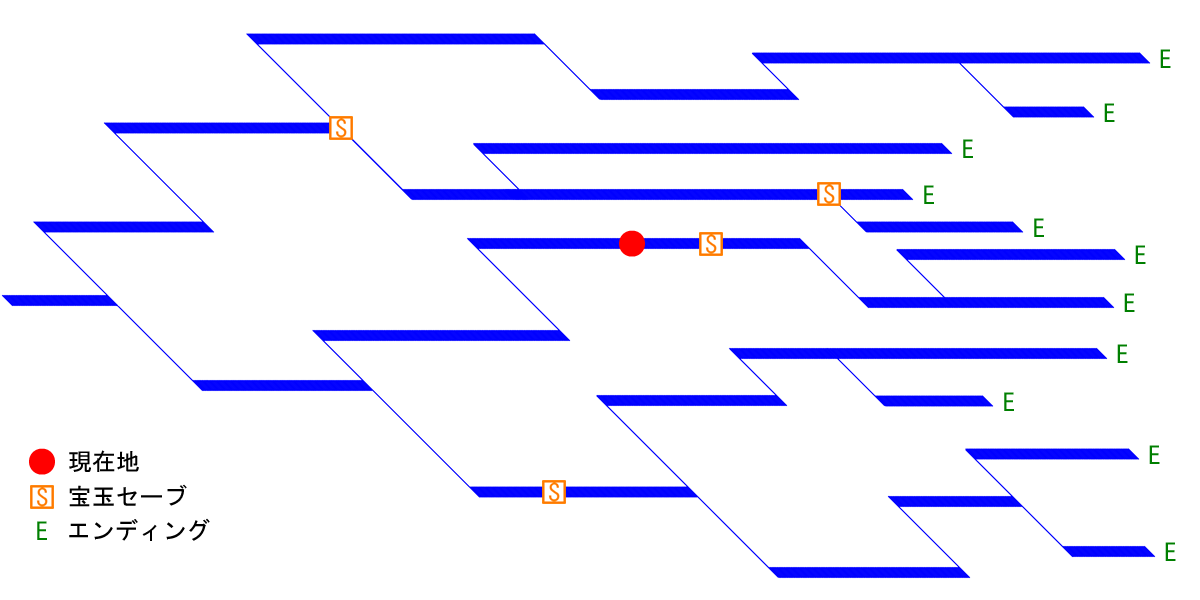
完成した分岐マップ

『YU-NO』では「Auto Diverge Mapping System（オート分岐マッピング・システム）」、通称「A.D.M.S（アダムス）」と呼ばれるシステムを採用している。これはストーリーや世界観などゲーム部分とゲームに対するプレイヤーの介入をシステムを通じてメタ包含させたものである。
規定の場所でアイテムを使うと通常では起きなかったイベントが発生するなど新たな分岐へとストーリーが進むことがある。また、人物に対してアイテムを使った時にストーリーが進展する事もある。
基本的には、主人公が辿った道筋が「分岐マップ」に記録され、シナリオの分岐が近づくと「リフレクター・デバイス」（以下Rデバイス）の「マッピング・スイッチ」が点滅し、新たな道筋を発見すると効果音が鳴るなど、プレイ進行を助けるオートマッピングとしての機能がある。記録された分岐マップの中は自由に移動することができる。
Rデバイスの動力源である「宝玉」を八つ集めることが現代編の目的となっており、「宝玉」の位置は初めから「分岐マップ」に表示されている。Rデバイスには「宝玉セーブ」という特殊な機能があり、並列世界の移動や入手したアイテムを他の世界に持ち越すなどの特徴をもつ。一方、「宝玉セーブ」はデバイス上にある個数分の回数しかできないため、使い切るとマップを開いてセーブ地点に移動できなくなる。
また、「宝玉セーブ」とは別に、従来のセーブ機能に相当する機能もある。
例えば、最初に亜由美ルートをプレイした時、彼女を救うアイテムを所持していないため、必ずバッドエンドを迎える事になる。彼女を救済するアイテムはバッドエンドへの分岐が決まった後でなければ入手できず、またバッドエンドに分岐するか否かは、時系列的にアイテム入手前のとあるイベントでそのアイテムを使用したかどうかで決まる。つまり、亜由美を助けるには、分岐前で「宝玉セーブ」し、バッドエンドルートでアイテムを手に入れた後、Rデバイスで分岐前にロードしアイテムを使用するという工程になるが、「A.D.M.S」はこうしたギミックを作中に挿入するためのシステムでもある。

## ストーリー
主人公・有馬たくやは、母亡き後に自分を育ててくれた父を事故で亡くして以来、すさんだ生活を送っていた。
ある日、謎の装置と手紙が彼のもとに届く。手紙には父が生きていることを示唆する内容が書かれてあり、「今夜10時にこの装置を持って剣ノ岬に行け」という一文で締めくくられていた。たくやは、指示通りに向かった先で裸の女性が倒れているのを見つけ駆け寄るも、彼女は微笑んだ後、消失してしまう。唖然とするたくやの前に、義母の有馬亜由美を連れた学園長・龍蔵寺幸三が現れ、彼の持つ装置を要求し銃を突き付ける。
その瞬間、地震が起こり3人を光が包み込む。意識の薄れ行く最中、たくやは岩場の上に立つ転校生・波多乃神奈の姿を見つけていた。夜の岬で独り目覚め、装置にはめ込まれた石（宝玉）が点滅している事に気付くたくや。突如、彼の目の前の空間へマップが浮かび上がる。
たくやは手紙に記載された本来の要求を果たすべく、全ての宝玉を集めるために並列世界を渡り歩いていく。

## 登場人物
担当声優はセガサターン版（SS版） / アダルトアニメ版 / リメイク版・テレビアニメ版の順番に記載。

### 現代編
有馬 たくや（ありま たくや）
声 - 檜山修之 / 千葉進歩 / 林勇、中野さいま（テレビアニメ版・幼少期）
本編の主人公。境町学園3年C組所属の青年。幼いころ、実母の恵子を病気で亡くす（実際は自殺）。母の愛を十分に享受することが叶わなかったため、特に意識はしていないが心の奥底で母との触れあいを求めており、時々恵子の夢を見る。父である広大も2か月前、落石に巻き込まれ他界。
一見冷淡な性格をしており広大の訃報にも特別な感情を抱かないようなことを語っているが、実際は憎まれ口を叩きながらも父のことを深く愛しており広大の訃報を機に生活は乱れ部活動をやめ、父を侮辱する教師を殴ってもいる。一人自室で広大の死を嘆き悲しむ亜由美の姿を目撃しており、関係に変化が生じている。
荒れた心を慰めるために一時期は美月と交際するが、彼女との性行為を澪に目撃されてしまい、澪との仲が険悪なものになる。
現在は素行が回復している。
特に広大の学友でもある龍蔵寺を嫌っている。嫌いな人物を苗字で呼ぶことにしていると自称する一方、豊富や結城など、男性キャラクターは全て苗字で呼んでいる。一方で女性キャラクターは全て名前で呼んでいる。
オリジナル版では髪で目が隠れていたが、リメイク版では目が見えるデザインになっている。
アダルトアニメ版
リフレクターデバイスの代わりに、物語冒頭でユーノから受け取った謎の指輪を用いて複数の並列世界を渡り歩く。
神帝となった亜由美を問いつめ、巫女となったユーノに斬りかかるが神奈から真相を知らされた刹那に生じた一瞬の隙に致命傷を受けてしまい、次元跳躍しようとするユーノに指輪を渡した後で力尽きる。
有馬 広大（ありま こうだい）
声 - 立木文彦 / - / 藤原啓治（リメイク版）、立木文彦（テレビアニメ版）
たくやの父。歴史学の博士号をもつ。
平安京への遷都、鎌倉幕府の成立、江戸幕府の成立を例に、日本で400年ごとに大規模な改革が起こるとの説を発表する。また、西暦400年ごろには「高ノ天原（たかのあまはら）」と呼ばれる民族が日本を侵略し、日本を統一したと考えた。学会の有力者である師の説を批判したことから行き場を失うが、400年周期の仮説が龍蔵寺の関心を買い、境町学園に研究の場を与えられる。
400年周期の仮説および「高ノ天原」の秘密を解く鍵が境町に隠されていると考え、剣ノ岬と呼ばれる奇岩に着目する。その当時、同じく剣ノ岬に興味をもつ物理学専門の今川由利香と出会って共同で調査にあたり、彼女を通じてケイティアと知り合って結婚し、たくやを授かる。しかし、ケイティアは出産時に400年周期の仮説を裏付ける出自や故郷のことを語るとまもなく自殺し、広大は教え子である亜由美と再婚するが、歴史の本質を探るため、また最愛の妻との再会を果たすために事故死を装い、「事象の狭間」へ赴く。
有馬 恵子（ありま けいこ）
声 - 星野千寿子/ - / 遠藤綾
たくやの実母で、その正体は「デラ＝グラント」の巫女。本名はケイティアであり、恵子という名は、広大と結婚する際の戸籍作成時に得た。
400年前、「デラ＝グランティア」とシンクロし地球と「デラ＝グラント」の衝突を回避したのち、境町に移住する。視力と引き換えに聖なる力を得たため、目が不自由。境町の地下に眠る「超念石」のエネルギーを糧に生きており、生涯町の外に出ることがなかった。
自身の体内には「デラ＝グランティア」が未だ存在しており、この世界と「デラ＝グラント」の接近が再び迫っていることから広大の眼前で自害し、「デラ＝グランティア」を解放する。現在は「事象の狭間」において広大と共に暮らしている。
有馬 亜由美（ありま あゆみ）
声 - 井上喜久子 / 内川藍維 / 名塚佳織
たくやの義母。ジオ・テクニクス社の社員で、境町の海岸にて進めるプロジェクトの責任者。本編開始から半年前、大学生時代の恩師である広大と結婚した。スリーサイズ：83-59-83（cm）、1月9日生まれ。
工事が始まって以来、海岸では落雷による事故が相次ぎ、ジオ・テクニクスの責任を追及する声に責任者として批判の矢面に立たされる。工事の目的は表向きの地質の調査であるが、実際は海岸の地下に眠る「超念石」を発掘するためであり、広大から「超念石」を結晶化して「宝玉」にするよう依頼を受けていた。

オリジナル版では三つ編みを肩に垂らした髪型にピンクのスーツという服装であったが、リメイク版では三つ編みはヘアピンで纏められており、服装は黒いカジュアルスーツに変更されている。
アダルトアニメ版

美月と同性愛を思わせるようなシーンを見せ、泥酔し香織がリーダー格のデートクラブ集団に襲われ、秀夫に心の弱さを突かれて体を任せてしまう弱さを見せる。
神帝即位後は神奈を殺害してまで「デラ=グラント」の崩壊を食い止めようと奔走する。亜由美の死の場面は描かれない一方、たくやが代わりに死ぬ。
波多乃 神奈（はたの かんな）
声 - 今井由香 / 高塚彩葉 / 内田真礼
境町学園の3年生。これまで少なくとも10回は転校を経験しており、転校先は決まって境町の周囲に位置する学校である。境町学園に編入して1か月になるが、いまだクラスに馴染もうとしない。スリーサイズ：80-55-82（cm）、3月3日生まれ。
海岸の地下に眠る「超念石」を持ち去ろうとする者には罰が下されると母に聞かされており、工事を中止するようジオ・テクニクスに申し入れる。
神奈と神奈の母は、“幼いころは成長が非常に速いが、成熟すると身体に変化が生じなくなる”という特異体質を持っており、寿命も数百年ほどある。ふたりは50年ほど前から生活を共にしていたが、母の死に伴い、孤独と貧困から逃れるべく売春に走る。自分の境遇に絶望し一時は自殺も考えるが、恵子と同じ体質を持っていることを理由に、広大と恵子によって保護される。
「超念石」のエネルギーを糧に生きるため、結晶化した超念石が付属するネックレスを常に身につけている。
広大から「宝玉を八つそろえた時、新たな道が開かれる」というメッセージと書斎の鍵をたくやに伝える（渡す）よう託されている。
初期の設定はこのような性格ではなく、当時恋愛ゲームがブームであったため妹キャラで「おにいちゃん」と呼ばせる予定であったが、本作の開発中に放映されていた『新世紀エヴァンゲリオン』に登場する綾波レイの影響を受け現在の設定に変更された。ただし、菅野は伝聞で綾波の情報を知っていただけであり、完成後にエヴァンゲリオンのビデオを見た際は神奈とは異なるキャラクターであることに気付いた。また、名前は神奈ではなく「かえで」であった。
オリジナル版ではヘアバンドや私服の色は赤が主体であったが、リメイク版ではどちらも黄色に変更されている。また、髪型はストレートであったオリジナル版と比べて、外ハネが強くなっている。
アダルトアニメ版
原作とは異なり、「デラ＝グラント」にて再登場する。ユーノと同じくたくやの娘たる旨が、数度に渡ってほのめかされるものの、母はアマンダではなく澪である。
澪を正気に戻すために生命線になっていたペンダントを捨てて一時的に死亡するが、そのことに気づいて絵里子のアドバイスを受けたたくやから石を手渡され、蘇生する。後に亜由美に刺され、澪の腕の中にて完全に息を引き取る。
父・たくやとの近親相姦の場面が削除された代わりに、母・澪と情事に耽る。また、ゲームで見られるたくやとのエンディングシーンはない。
女子学生オンリーのデートクラブでアルバイトをしている。境町ではユーノとの意識のシンクロが幾度か発生。デラ・グラントでのセーレスを逃がす場面では絵里子、美月と共に登場し、異母となるセーレスを複雑な想いで見送っている。
一条 美月（いちじょう みつき）
声 - 佐久間レイ / 奥田香織 / 大西沙織
幸三の秘書で、過去には境町学園で歴史の授業を担当したことがある。スリーサイズ：87-58-89（cm）、11月22日生まれ。
大学生時代の恩師である幸三への実らぬ思いに悩み、心の隙間を埋めるために一時たくやと交際する。澪の嫉妬の対象でもある。
「彼女」におびえていた幸三の態度が急に変わってしまったことに不安を覚え、調査に乗り出す。「事象のシュバルツシルト半径」に捕らわれているため、どのルートに向かっても悲劇的な結末を迎えることになる。
オリジナル版では黒いシャツに紫のスーツを着ていたが、リメイク版では薄手の薄紫色のラフな服装に変更されている。
アダルトアニメ版
「デラ＝グラント」にて再登場。とある並列世界では拳銃を差し出したりと狂暴な一面をのぞかせる。「デラ＝グラント」でたくやと再会後、セーレスの身を彼に託し「運命」により唐突に死去。
ラストシーンではゲームと違い、たくやと結ばれる光景が見られる。
島津 澪（しまづ みお）
声 - 冬馬由美 / 高天唯 / 釘宮理恵
境町学園の3年生。古代史の愛好家。父は境町の市長であるが、令嬢と呼ばれることを嫌う。たくやに好意を寄せており告白もしたが、美月との性行為を目撃したことをきっかけに距離を取るようになる。スリーサイズ：84-60-85（cm）、5月8日生まれ。
広大、幸三、由利香の共著である「LEGACY」を読み、400年周期の仮説を知り、剣ノ岬に高ノ天原の秘密が隠されていると考え、調査にあたる。父とジオ・テクニクスの汚職疑惑による中傷を受け、退学とアメリカへの留学を考える。
リメイク版ではサイドのカールのボリュームが増え、髪にリボンが追加されている。
アダルトアニメ版

たくやとセーレスの結婚に嫉妬し、彼を誘惑する形で初めて彼と結ばれる。その際に神奈を身ごもる。巫女の儀式の場にて「現在の」神奈の死に直面し、さらに不本意な次元跳躍を強いられ約数十年前の境町へ移動し、神奈を出産した。
武田 絵里子（たけだ えりこ）
声 - 久川綾 / そのざきみえ（現：園崎未恵） / 小林ゆう
境町学園の校医兼3年C組の担任で、2か月前に学園に赴任するまではヨーロッパで暮らしていた。ボディコンとミニスカートの上に白衣を羽織り、生徒の前で堂々と煙草をふかす。スリーサイズ：96-60-87（cm）、7月7日生まれ。
武家屋敷の周囲で起こっているとされるタタリおよび龍蔵寺に強い関心を示しており、派手な格好に変装し町に繰り出しては幸三の身辺を秘密裏に探る。絵里子の寝言に現れる「アーベル」と呼ばれる男の死が、彼女を突き動かしている。
詳しくは異世界編の「エィッリィククワッドゥロッウ」を参照。
生活感が無くさばさばした人間であるが、その美貌とスタイルから生徒の人気は高く、また、たくやの事情を察し相談に応じるなど大人や教師としての矜持はもつ。後にたくやが美月と幸三の情事に傷付く場面で、慰める形で関係をもつ。
リメイク版ではボディコン服のデザインが変更されている他、私服にはサングラスが追加されている。
アダルトアニメ版
幸三の不在が、絵里子の目的の不明瞭さへ直結し、設定や言動に大きな違いは無いが、次元監査官なる正体は最後まで明かされない。たくやが種々の並列世界を飛び越え得る存在だという事を、なぜか予め承知している。
朝倉 香織（あさくら かおり）
声 - 根谷美智子 / 安達まり / 前田玲奈
報道番組「ニュース・プレゼンス」のキャスター。境町の海岸で相次ぐ謎の落雷はジオ・テクニクスの工事に起因すると考え、責任者である亜由美を糾弾する。スリーサイズ：85-58-83（cm）、12月23日生まれ。
裏の顔は産業スパイ。「超念石」の保存生成式および結晶化サンプルをジオ・テクニクスから盗み出し、売ることを画策している。
オリジナル版では下乳が露出した服装であったが、リメイク版では胸元が隠れた服装に変更されている。
生前の広大と親交があり、一度だけ性的な関係を持っており、たくやとも関係した際、睦言で両者を比較した。
アダルトアニメ版
ニュースキャスターではなく他校の生徒として描かれており、具体的な年齢は他キャラクター同様に伏せられている。澪から制服を借りて境町学園の生徒になりすまし、たくやと接触した。勤務しているデートクラブでは従業員たちのリーダー格であり、神奈とはバイト仲間である。産業スパイなる裏の顔は原作に依拠。明言こそしないものの、「（何らかの秘密活動の）プロ」を自称し、暗躍している。
結城 正勝（ゆうき まさかつ）
声 - 岩永哲哉 / - / 藤原祐規
境町学園の2年生。不良にからまれている所をたくやに助けられて以来、たくやを強く慕っている。澪に好意を寄せており、アプローチを試みるがうまくいかない。
海岸において澪とたくやの会話をたまたま盗み聞きし、彼女の父が汚職に絡んでいることを知り、澪を我が物にすべく翌日汚職を告発するビラを学校の掲示板に張る。しかし、告発に深く傷ついた澪はアメリカへの留学を決意し、正勝は自分の行為を悔いる。
トレードマークはオリジナル版では帽子であったが、リメイク版ではヘアピンに変更されている。また、パーカーはオリジナル版では無地であったが、リメイク版では文字が描かれている。
豊富 秀夫（とよとみ ひでお）
声 - 三木眞一郎 / - / 江口拓也
ジオ・テクニクスの社員。亜由美の部下。地質調査の現場監督を務める。
某社に自分を高く売り込むため、香織と結託して「超念石」の保存生成式を盗み出そうとする。主任である亜由美を懐柔することで、自分ではアクセスできない書類の入手を計画している。
アダルトアニメ版
「デラ＝グラント」の出身。恵子（ケイティア）の養子かつ、たくやの妻・セーレスの義兄。ケイティアの実子であり、ケイティアの愛を一身に浴びケイティアを死に至らしめたたくやを憎悪。神帝傘下の兵士に命じ、「デラ＝グラント」のたくやの住まいを襲撃。ユーノを強姦させ、セーレスを自殺へ追いやる。神帝の宮殿にてたくや殺害を謀り、逆襲されて死亡。
龍蔵寺 幸三（りゅうぞうじ こうぞう）
声 - 大塚明夫 / - / 楠大典
境町学園の学長で、歴史学の専門。妻とは別居中。
400年周期の仮説に感銘を受け、広大を境町学園に招く。広大、由利香と共同で研究にあたり、「LEGACY」を記す。一時は広大や由利香に後れを取るが、「彼女」の学説に触れたことをきっかけに研究のレベルを飛躍的に向上させる。
本編開始の2か月前に築400年の武家屋敷に引っ越し、それに並行して幸三は「彼女」によって監禁され、幸三に成りすました「彼女」が香織を雇い、結晶化された超念石をジオ・テクニクスから盗ませようとする。また、広大の行方も追っており、北条に広大の足取りを追跡させている。本物の幸三は助けを求めて武家屋敷の周囲を夜な夜な徘徊するが、変わり果てた姿が猛獣や怪物などと間違われ、怪奇現象として噂される。のちに首と手足なしの欠損が激しい遺体が発見されると、怪奇現象の続きと考えられるようになり、さらに武家屋敷周辺で起こったとされるタタリ騒動の火種にされてしまう。
リメイク版では髪が白髪に変更されている他、服装がダブルスーツに変更されている。
詳しくは異世界編の「龍蔵寺」を参照。
龍蔵寺 梅（りゅうぞうじ うめ）
声 - 鈴木れい子 / - / 伊沢磨紀
幸三の母。幸三の日記を読み、ある女性が彼に成りすましていることを知る。恐れをなした梅は認知症を装い、真実を第三者に伝えようとするも美月に殺害されてしまう。
今川 由利香（いまがわ ゆりか）
物理学の博士号をもつ。境町の磁場と重力場が異常な値を示していることに注目し、広大、幸三と共に剣ノ岬の研究にあたる。リフレクター・デバイスを広大から預かり、機能の解析に尽力する。
剣ノ岬の地下に8000年前の遺跡が眠っていることを突きとめ探索を行うが、トラップにより命を落とす。
本編ではあくまで脇役であるが、今川の仮説や論文は本作の世界観や設定の根幹に位置し、作中でも説明の一端として登場する。また、本編の設定資料の一つとして論文そのものが作成されており、『この世の果てで恋を唄う少女YU-NO 完全ガイド』に上巻部分の28ページが掲載されている。
真理奈（まりな）
声 - 西村ちなみ / - / 山本彩乃
ジオ・テクニクスの守衛であるが、勤務中にもかかわらずテレビドラマに見入り、警備をおろそかにすることがある。キャラクターデザインを担当したのは田島直。
リメイク版・テレビアニメ版では「女守衛」とクレジットされている。
北条 篤（ほうじょう あつし）
声 - 青野武 / - / 上田燿司
田方興信所の調査員。幸三の意向を受け、広大の行方を探る。神奈が広大に保護されていたことを知ると彼女に接近し、情報を引き出そうとする。対価を払うことで神奈とは2回、性的な関係を持った。
島津市長
声 - 柳沢栄治 / 芳田正浩 / 蓮岳大
澪の父にして、境町の市長である名士。ジオ・テクニクスとの汚職が噂される。ショットガンの収集を趣味としている。
「彼女」
作中において龍蔵寺の記述のみで登場し、本名や容姿などはいっさい不明の女性。龍蔵寺に共同研究を持ちかけ、東洋思想の曼荼羅に似た学説を提供することで彼の研究は飛躍的に向上したが、後に龍蔵寺を監禁して彼の身体を乗っ取って成りすます。龍蔵寺の母である梅だけはその異変に気付いていた。
その正体は純然たる思念体。絵里子にとっては恋人アーベルの身体を奪った敵であり、次元を越えて追跡する次元犯罪者である。堺町のある次元までアーベルから奪った次元移動装置で来たが、装置が壊れたため、再び別次元へ逃亡するエネルギー源として宝玉とリフレクターを執拗に狙っている。
アーベル
声 - KENN
テレビアニメ版にのみ登場。絵里子の回想に登場する男性。
異世界編終盤にて儀式の最中に龍蔵寺によって開けられた次元の渦から思念体としてデラ＝グラントに辿り着く。龍蔵寺をグランドマザーから引き離し、最期は絵里子に龍蔵寺諸共撃たせて消滅する。

### 異世界編
セーレス
声 - 高橋美紀 / 寺田はるひ（現：七緒はるひ） / 真田アサミ
異世界に飛ばされたたくやが最初に出会った人間で、言葉が話せないため、セーレス（Say less）と呼ばれているものの、たくやの話す言葉は理解できるらしく身振りでコミュニケーションをとっていく。アイリアの死後、成り行きとはいえたくやと一緒に暮らすことになり徐々に愛を深めて行き、ユーノを出産することになる。儀式によって「デラ=グランティア」という神を体に降臨させるための巫女。帝都から来た兵士によって暴行され、連行されそうになった際に舌を噛んで自害する（TVアニメ版では短刀を首に突き刺して自害する）。本名は「ケアレス」と発音する。スリーサイズ：84-57-88（cm）。
リメイク版ではセーレスを含めたほとんどの異世界編の登場人物は、服装のデザインが変更されている。
アダルトアニメ版
原作との差異が最も小さいキャラクター。絵里子、美月、神奈の手引きで都を脱出。その後、美月と合流して一定期間、彼女に保護された果てにたくやと出会う。
ユーノ
声 - 古山きみこ（現：こやまきみこ） / 古山きみこ / 小澤亜李
本作の最重要人物。たくやとセーレスとの間に生まれた女の子。名前は"You Know?"からたくやが命名。スリーサイズ（成体）：86-58-86（cm）。
物語序盤に登場するものの、正体発覚やたくやとの交流は物語後半にて為される。たくやと共に帝都へ向かう道中、神殿を訪れそこで帝都の兵士に連れ去られてしまう。その後、帝都へ来たたくやと再会するが、ユーノは巫女として祭り上げられた挙句に洗脳され、たくやのことさえ忘れていた。その後、洗脳が解けるが、事象の衝突を回避するためにグランティアとシンクロする儀式に身を委ねる。儀式前夜には実父たくやと関係を結ぶ。
アダルトアニメ版
帝都での再会後も最後まで記憶が戻らずたくやについても忘却したまま。ラストシーンにて、たくやの事を父ではなく一人の男として意識する。ただし、神奈と同じく近親相姦のシーンは存在しない。
アマンダ
声 - 三田ゆう子 / - / 井上麻里奈
神帝に反抗するレジスタンスのリーダーでアイリアの妹。帝都に捕まり収容所に入れられ、懲罰房でたくやと出会う。スリーサイズ：83-59-83（cm）。
当初は反発していたたくやに次第に惹かれるようになり関係をもつようになるが、アマンダの事を巫女と勘違いした幸三によって次元の渦に投げ込まれ数百年前の地球へと落とされる。
神奈の母とよく似ているが、神奈がたくやの娘であるかについて菅野は「どうでしょう？ 手がかりは作品内に提示していると思います。」と明言はしていない。テレビアニメ版では神奈の母であることがより強く示唆されている。
神帝
亜由美の「デラ＝グラント」での姿。セーレスを殺された復讐のためにやってきたたくやと出会い、「デラ＝グラント」が元はたくやたちがいた世界から切り離された世界であること、神・グランティアが「デラ＝グラント」を作り出した科学者で、巫女とは彼女の意識を投影するための媒体であることを伝える。事象の衝突を避けようとするが、それを阻止しようとする幸三によって殺される。
エィッリィククワッドゥロッウ
校医の絵里子のもう一つの姿。次元監査官。たくやがもといた世界や「デラ＝グラント」とも違う別の次元から、恋人アーベルの仇である思念体を追っている。「デラ＝グラント」では、事象の衝突が起こり、2つの世界が消えてしまう可能性があることをたくやに伝える。
アイリア
声 - 勝生真沙子 / - / 坂井恭子
「ボーダー」の警備をしている騎士で、アマンダの姉にあたる。ボーダーより侵入した怪物からセーレスを守るために瀕死の重傷を負う。自分の死を悟ると、たくやにボーダーを警備する使命を託し、この世を去る。スリーサイズ：84-60-88（cm）。
クンクン
声 - 川上とも子 / - / 鯛ゆみ坊（リメイク版）、長久友紀（テレビアニメ版）
砂漠を越えてやってきたという、翼の生えた女性から託された子供。名前はクンクン鳴いているからという理由でユーノが命名。ユーノとはペットのような友達のような関係。出会った当初はトカゲに羽を生やしたような姿をしていたが、後に成長して母と同じような姿になる。この世界ではノガルドと呼ばれる人間の食料となっている生物。たくやとユーノが帝都へ向かう際に森へ帰されるが、収容所でたくやと再会。その後たくやの前に成長した姿で現れ、たくやとアマンダを収容所から助け出す。2人を運ぶために力を使い果たし命を落とす際に、たくやのために自らの体を食糧として差し出す。
龍蔵寺
幸三の姿を借りた思念体。「事象の狭間」で何万年も生き続け、調査のために事象をさかのぼってきたアーベルの精神を乗っ取り彼に成りすますが、アーベルの恋人であった絵里子に看破される。仇を討とうと追跡してくる絵里子をかわすために別次元への逃亡を図るが、次元移動装置が故障したために今度は広大の親友である幸三に成りすまし、主人公が広大から託されていたRデバイスを奪おうと目論む。最終的には絵里子から逃れるために事象の衝突をさせようと企むが、失敗する。
サラ
声 - 高田由美 / - / 土井真理
アマンダの友人。帝都で暮らしていたが、世界の終わりが近いとの噂から近衛兵の服装を手に入れて脱出。たくやたちとは砂漠を越えて帝都へ向かう途中のオアシスで出会う。たくやへ帝都の情報を教えた後に別れる。豊満な肢体で性的に奔放なところがあり、近衛兵の服も「女の武器を使って手に入れた」と発言する。アニメ版では帝都側の人間であり兵士の待ち伏せている神殿へたくやとユーノをおびき寄せて捕らえさせた。
バズク
声 - 玄田哲章 / - / 佐藤美一
たくやが連れて来られた「聖なる石」の採掘場の強制労働者を仕切っている人間。人を痛めつけて屈服させることを楽しむサディスト。肥満体であり、たくやからはブタと呼ばれている。
女官
声 - 菊池由美・永瀬いくみ
アダルトアニメ版にのみ登場。デラ・グラントで神帝に使えている二人組の女官。セーレスを連れ戻そうとする豊富と議論するものの結局話し合いにはならず、欲求不満の兵士たちに2人揃って犯されてしまう。
ゲイレン
小説版にのみ登場。近衛兵隊長。
カーツ
声 - 藤原祐規
テレビアニメ版にのみ登場。結城によく似た容姿をしているがこちらは完全に別人。レジスタンスのメンバーであり、採掘場に奴隷を装って潜入していた。たくやをオヤビンと呼び慕う。
デオ
声 - 江口拓也
テレビアニメ版にのみ登場。豊富とよく似た容姿をしているが性格が若干丸くなっている。レジスタンスのメンバーであり、カーツと共に採掘場に潜入していた。採掘場では奴隷の監視役を任されていた。
ジョウ
声 - 大泊貴揮
テレビアニメ版にのみ登場。採掘場から脱出を試みるもガーゼルの塔からの落雷を受けて死亡した。
アッシュ
声 - 上田燿司
テレビアニメ版にのみ登場。
アイ
声 - 木野日菜
テレビアニメ版にのみ登場。
記憶の間にて世界の真実を語るAI。聖帝の儀式を止めようと乗り込んできたレジスタンス一行にデラ＝グラントの成り立ちと400年ごとに訪れる地球との接触について解説した。
グランティア
声 - 甲斐田裕子
テレビアニメ版にのみ登場。
デラ＝グラントを作った科学者であり、現在はデラ＝グラントを制御するコンピュータ「グランドマザー」として意識のみが存在している。

## 世界観設定
本作では、因果律を測定できる概念として科学に取り入れた「事象科学」というSFギミックをベースに設定が構築されており、多数の学問が交錯した緻密で膨大な世界観となっている。特に設定においては科学の分野でそれが顕著で、本作特有の「事象科学」は上巻だけで28ページに亘る論文が設定資料として存在しており、『YU-NO』を手掛けた菅野の作品への並々ならぬ情熱が垣間見られる部分である。
この「事象科学」では「事象素子」と呼ばれる粒子が仮定され、時間と空間に因果律を加えた世界像を構築している。本作の核となるタイムトラベルおよび並列世界に関する理論は、この「事象科学」を元に説明され、さらにベース的思想としてショーペンハウアーの哲学を下敷きにしている。

### 事象素子
今川が仮定した虚数空間に存在する粒子で、因果律の伝達を行う。光子1つ分にあたる反光子。偶然発掘された超念石により、その存在が確認され、事象科学の促進となった。

### 超念石
人間の精神に感応し、光エネルギーを事象素子の波に変換する性質をもつ物質であり、水もしくは空気に触れると劣化する。「宝玉」は「超念石」を結晶化したもの。

### リフレクター・デバイス
8つの宝玉を動力源とし、「事象の飛び移り座屈」を利用し並列世界間を移動することができる装置。ゲーム内ではA.D.M.Sの起動により視覚的にルート全体や宝玉の位置などが解り、セーブ機能としても使用できる。起動には最低1つの宝玉が必要であり、宝玉が8つ揃っていることで真価を発揮する。設定資料の論文内では「因果律コントローラ」と表記している。

### 事象の飛び移り座屈

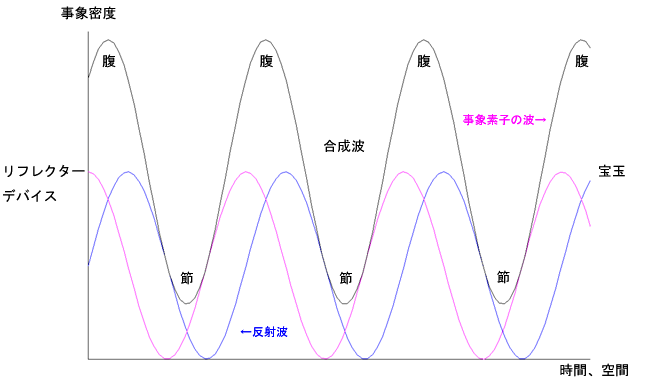
事象の飛び移り座屈の解説

飛び移り座屈（スナップスルー）とは系の不安定性による座屈現象のこと。本作のプロデューサー菅野は現実の身近な例として、ペットボトルを押していくと徐々にではなくある瞬間に凹む現象を挙げている。
Rデバイスにはめ込まれている宝玉に触れると、使用者からは宝玉が消えたように見えるが空間には存在しており、その事象に戻ってくると再び見えるようになる。Rデバイスによって放射された事象素子が、対象の宝玉と衝突し事象スペクトル共振によって生じた反射波との合成波「事象密度波」に振幅が形成される。作中、今川は、この振幅の最小値を「節」、最大値を「腹」と呼称し、測定した値により並列世界の可能性として分け、現在いる事象（Rデバイス）を「節」に、対象事象（宝玉）を「腹」に設定することで、対象事象へ移行しやすくなるための「因果律の流れ」形成を仮説している。因果律エネルギーを対象事象に向け、人工的に事象を衝突させることで系の不安定性を利用し、現事象から対象事象への「事象の飛び移り座屈」が起き、並列世界間の移動が可能になる。また今川は、Rデバイス内にある因果律エネルギーの吸収関数（対象の事象密度と事象素子の物性による関数）の測定器が、並列世界の膨大な可能性から、いかにして対象の事象密度を選択しているかについて、測定した事象スペクトル値を随時更新し修正し、ダーウィンの自然淘汰説にもとづいて決定していると推測している。

### 時は可逆、歴史は不可逆
時間旅行に関するパラドックスの一つに「親殺しのパラドックス」がある。これは、時間を遡り過去で自分の親を殺害した場合自分が生まれて来なくなる事で、同時に過去に戻って親を殺す存在もなくなり、結果として親は死なず自分は生まれてくる。すると自分は過去に戻って親を殺害しに行く。という堂々巡りの論理的パラドックスである。
これに対して本作は「時間を移動する行為自体が、歴史のパラグラフに過ぎない」という概念に立脚しているため、このような問題は生じないと菅野は述べている。例えば、誰かが過去に戻り誰かを殺しても、その行為が歴史に積み重なり、分岐が1つ出来るだけで歴史そのものは改変されない。

### 世界像の数学モデル
因果律を含めた世界像を流体に見立て流体力学を適用した今川は、以下の基礎方程式を導いた。
{\displaystyle \left({\frac {\partial }{\partial t}}+{\frac {\partial }{\partial e}}\right)\rho +\nabla \cdot \rho \mathbf {u} =0\quad (1)}
{\displaystyle \left({\frac {\partial }{\partial t}}+{\frac {\partial }{\partial e}}\right)\rho \mathbf {u} +\nabla \cdot \rho \mathbf {u} \mathbf {u} =\nabla \cdot \Phi +\rho \mathbf {f} \quad (2)}
{\displaystyle \left({\frac {\partial }{\partial t}}+{\frac {\partial }{\partial e}}\right)E+\nabla \cdot E\mathbf {u} =\rho \mathbf {u} \cdot \mathbf {f} +\nabla \cdot \Phi \cdot \mathbf {u} \quad (3)}
t：時間 e：因果律 ρ：事象密度 u：時間と因果律のベクトル流速
E：内部エネルギー（運動エネルギー、位置エネルギー、電磁力など）
f：単位等価質量あたりの領域力ベクトル Φ：境界力ベクトル
∇·Φ：領域力（系の領域すべてに働く外力） ρf：境界力（系の境界のみに働く外力）
ρu·f：領域力エネルギー ∇·Φ·u：境界力エネルギー
（1）は連続の式、（2）は運動方程式、（3）は熱力学第一法則から導かれるエネルギー方程式である。
また今川は相対性理論を「事象科学」に適用し、拡張アインシュタイン則（4）を得た。
{\displaystyle E=M(x,t,e)\left\{C(e)\right\}^{2}=\int _{\Omega }\rho (x,t,e)\left\{C(e)\right\}^{2}d\Omega \quad (4)}
Ω（x,t,e）：対象となる領域 C（e）：事象素子の速度
{\displaystyle M=\int _{\Omega }\rho (x,t,e)d\Omega \,}：時間、空間、因果律の軸上に存在する質量（等価質量）
等価質量Mの消滅・生成により、エネルギーEの生成・消滅が起こることから、今川はEを因果律エネルギーと定義している。

### 層流と乱流
流体の状態には、層流と乱流がある。前者は不規則な変動を含まない流れであり、後者は流速や圧力が不規則に変化する流れである。今川は因果律の層流とは先の基礎方程式に従い、因果律がスムーズに伝達される状態とした。しかし、因果律エネルギーが外界から層流に供給され、因果律の伝達速度と事象粘性の比がある値を超えると不安定な状態になり、乱流である因果律の渦が形成される。
層流の場合、因果律は一方向にのみ流れる。対して乱流の場合は事象Aが事象Bを生み、事象Bが再び事象Aを生むといったことが起こり得る。因果律の渦は周囲にエネルギーを渡しながら運動を続けるため、外部からのエネルギー供給が途絶えると層流に戻る。

### 事象のシュヴァルツシルト半径
Rデバイスの限界として、事象密度 ρ が著しく高い世界に接近すると、過去や未来、別次元の世界に移動することが困難になり、その半径（1/ρ）内では回避不可能となる。今川は作中においてこの限界半径を「事象のシュヴァルツシルト半径」と称し、回避不可能である状況を「運命」と呼んでいる。

### ノイマン世界
作品内では今川により、系が完全に閉じられており、因果律が外部の系に流出しない（また、外部の系から流入しない）世界をディリクレ世界とし、これらが起こりうる世界をノイマン世界としている。ノイマン世界においては内部の因果律と外部の因果律が衝突するため、因果律の破綻が生じる。他方、ディリクレ世界の因果律が破綻することは通常ならありえないが並列世界との干渉が起こると、ノイマン世界となる。この設定により本編世界内において常識に反する現象（超常現象）が時おり起こるのは、このためとされる。
また今川は、ノイマン世界は、ディリクレ世界の内部にも存在し、国家や文明をひとつの系と見なせば、異文化の流入は因果律の破綻を意味すると考えており、極東の島国であった日本（ディリクレ世界）は黒船の来航、文明開化などによりノイマン世界になったと解釈される。また今川は、常に他人からの接触を受け生きる人間を1つのノイマン世界と見なしており、因果律エネルギー保存の法則がもっとも身近なところから傍証を固められると考えている。

### 並列世界

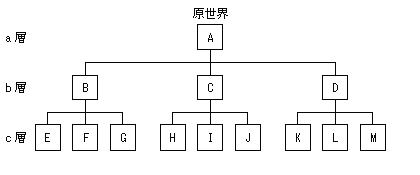
並列世界の構造

今川は自分たちの暮らす世界を並列した世界と捉えており、様々な可能性により複数の世界に分裂すると考え、分裂の元になる世界を「原世界」、分裂により生じた世界を「従属世界」としたピラミッド型を想定した。並列世界とは、「原世界」から見た「従属世界」のことであり、従って上図の場合は、世界B,C,Dが世界Aの並列世界にあたる。
図にあるA世界からB世界へ移動した場合、元々B世界にいた自分は他の世界へと押し出され、自分同士が同じ世界で鉢会うことはなく、同時にA世界にも別世界から自分がやってくる。その場合、どの世界の自分も能動的に並列世界を移動しているが「運命」によってそれに気付くことはない。
また、下層（従属世界）から上層（原世界）に移動する場合、ひとつの世界で原世界Aへの移動が起こると他の世界でも同様の現象が生じるため、b層の従属世界はすべて消滅する。上層から下層への移動は、従属世界を形成することによってなされる。
従属世界の形成・消滅エネルギーEは拡張アインシュタイン則（4）から導かれる。
{\displaystyle E=\sum _{j=1}^{m}M_{j}(\rho _{j},\phi _{j},H_{j},t_{j})\left\{C_{j}(\rho _{j},\phi _{j})\right\}^{2}\quad (5)}
m：従属世界の数 Mj：次元等価質量 ρj：事象密度
Φj：事象ポテンシャル（起こりうる事象の数を表す） Hj：次元の保有空間
tj：次元の保有時間 Cj：因果律エネルギー

### デラ=グラント

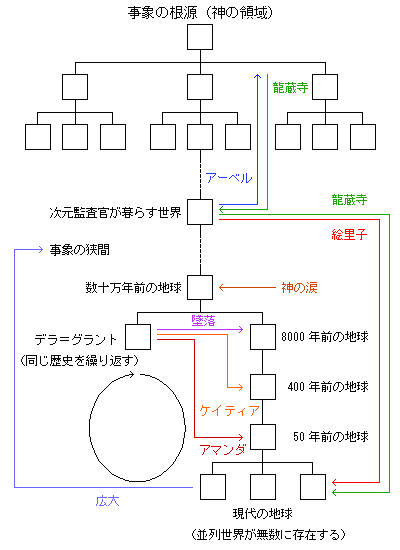
ブリンダーの木

数十万年前の地球に存在した、高い科学力を有する民族（地球先住民族）の住む大陸の名称。「神の涙」と呼ばれる巨大な隕石の衝突を予測した先住民が、大陸を丸ごと次元移動装置に造り替え別の次元に移動させた際、移住を指揮した科学者「グランティア」にちなんで、大陸を「デラ=グラント」と呼んだ。
普段「デラ=グラント」は地球の存在する次元を周回しているが、400年周期で地球に接近し、衝突の危険があるため、「グランティア」が自身の意識で大陸を制御するシステムを作り上げ、精神を肉体から解き放ち電脳の女神「デラ=グランティア」となる。「デラ=グランティア」が大陸を制御するには意識を第三者の肉体に投影する必要があり、「グランティア」の指令を収めた統合コンピュータ「グランドマザー」は、400年ごとに投影の対象となる女を選び、選ばれた者はある儀式を行うことで女神と一体になるため、「巫女」と呼ばれる。
「グランドマザー」は西暦2000年の接近は規模があまりにも大きいため、回避の際に生じる余剰エネルギーの逆流により「デラ=グラント」が実体化し8000年前の境町に落ちると予測した。「事象の狭間」により、たくやとセーレスの娘であるユーノが「デラ=グラント」の新たな巫女になることを知っていた広大は、「デラ=グラント」と地球の衝突を回避させるため、彼らを結婚させるべく息子の下へリフレクター・デバイスを送り込んだ。
原住民たちは、異次元の苛酷な環境に適応するため肉体を改造し、幼年期の減少と数百年の寿命を手に入れ、半永久的に重核融合を行う太陽・メルギオや、酸素の供給を行う植物を作り上げ大陸の環境を改善している。
「デラ=グラント」の民の一部は、400年ごとに接点である境町へ渡り日本の歴史に大きな影響を与え、ケイティアも400年前、自らの身体に女神を取り込み「デラ=グラント」と地球の衝突を回避すると、境町に移住。広大は日本史の転換点となるこれらの事件が400年おきに起こったことに着目し、「400年周期の仮説」を唱え「高ノ天原」（たかのあまはら）と結びつけた。
デラ=グラントの設定は柴田昌弘の漫画作品『ラブ♥シンクロイド』から着想を得ている。

### 次元監査官
地球より高次元に存在する世界の監査官。次元を超える発達した事象科学を有し、犯罪者を取締り逮捕する権限をもつ。

## 主題歌
オープニングテーマ「Recalling」
作詞・歌 - 佐々木恵梨 / 作曲 - 志倉千代丸 / 編曲 - 千葉"naotyu-"直樹

## 各機種の特徴

### PC-98版
1996年12月26日にPC-9800シリーズ用アダルトゲームとして発売された。エルフが開発したMS-DOS用ソフトとしては最後のもの。
ユーザーの環境の違いを考慮して、フロッピーディスク版とCD-ROM版が用意された。CD-ROM版には本編で使われているBGMのアレンジ曲が収録された。ゲーム内容に差異はない。

### セガサターン版
1997年12月4日にセガサターン用ソフトとして発売。推奨年齢18歳以上。通常版とマウス同梱版がある。パッケージ裏、CDトレイ下のイラストが数種類ある。
PC-98版との差異は、ハードウェアの性能により主に演出面に現れている。また、PC-98版を通信販売で購入した時に配布されるスペシャルディスク（追加内容を収録したフロッピーディスク）のおまけシナリオが、本編に統合された。テキストにも若干の変更が加えられている他、性描写が控えめになり、近親相姦を思わせるシーンが削除されている。
他の変更点は以下の通り。
- グラフィック - 16色CGを全て原画段階から描き直している。
- アニメーション - PC-98版では性能と容量の関係で存在しなかったが[要出典]、SS版ではオープニングと作中で何度か使用されている（関連：Cinepak）。
- ゲームシステム - 作中の重要アイテム「宝玉」が2つ追加された。
- サウンド - キャラクターボイスあり。音楽フォーマットがPCM。

### Windows版
エルフ大人の缶詰（2000年12月22日発売）に同梱のelf Classicsに収録される形で、PC-98版が18禁ゲームとしてWindows 95/98/Me/2000に移植される。画像と音楽がPC-98版と同等になっているが、移植時の倫理規定にあわせ最低限の修正がなされた。PC-98版に存在した近親相姦を思わせるシーンがメーカーの自主規制により削除され、主人公とユーノの関係をあらわす単語、ユーノの年齢が読み取れる数字が伏せられている。elf Classicsは後に単品で発売された。
2023年3月31日には、最新OS対応版としてWindows 10/11用にオリジナルが発売された（ボイス無し）。なお、この復刻は、リメイク版のプロデューサーである浅田誠が、原点である同作を遊ぶ方法がないのはもったいないという考えから、FANZAにいる古い知り合いに相談したことで、実現したとされている。

### リメイク版
MAGES.より、PlayStation 4とPlayStation Vita用ソフトとして2017年3月16日に発売された。また、2018年3月に開かれたAnimeJapan 2018にて、リメイク版がNintendo SwitchとSteam向けにも開発されることが明かされ、このうちNintendo Switch版は2019年3月14日に発売された。Steam版はスパイク・チュンソフトより、2019年10月2日に発売された。
キャストを一新してフルボイス化され、キャラクターデザインは全て描き直される。原作ではマウスで画面上をくまなく調べる必要があったのに対し、リメイク版では菅野作品『ミステリート』のシステム「プルーフターゲット」を採用しており、反応のある箇所にアイコンが表示され、カーソルを近付けるとターゲットフレームが表示される。また、原作のキーシステムであるA.D.M.Sも継承されており、A.D.M.S上の宝玉にカーソルを当てると宝玉を使用した場面がサムネイル表示される改良が施された。シナリオは倫理上の都合で変更された点はあるものの、ほぼ原作通りである。
初回特典にはPC-98版の画面でプレイできるDLCカード（通常または限定版）、限定版のみ5枚組のサウンドトラックや『この世の果てで恋を唄う少女YU-NO 完全攻略本』などが同梱される。また、予約限定特典として店舗限定で『YU-NO20周年記念本』が付属された。Switch版の初回特典には8bit風のアクションゲームとなる『ファミコレACT ユーノの大冒険』をプレイできるDLCカードが封入される。
2017年3月14日には、石田総司によるコミカライズ版の連載がWeb漫画サイトのコミッククリアにて始まった。

## 開発
『YU-NO』の企画・脚本・ゲームデザイン・総合プロデュースを担当した菅野によれば「作れたのは環境のおかげ」だという。以前の会社では1つの作品の開発期間は4か月以下であり、また企画、シナリオ、スクリプト、プログラミングとCGや音楽以外の仕事をほぼすべて菅野1人でこなしていた。しかしエルフに移籍し、8か月という制作時間と専任のプログラマを会社から与えられ、『YU-NO』の制作にあたることができた菅野は「気が遠くなるような開発期間」「今までできなかったことが沢山できる」と一旦は喜んだ。ところが、菅野は当初、現代編を序章として20〜30時間プレイ後に本編の異世界編を登場させる予定であったが、開発5か月目にその仕様では完成が間に合わないことが判明し、断腸の思いで現代編を本編へ異世界編をエピローグへと変更せざるを得なくなる。これについて菅野は「実現したのは、やりたかったことの7割」と述べている。
本作の目玉であるA.D.M.Sは、菅野が好んでいたダンジョンRPGのシステムである「オートマッピング」を、開発当時に流行っていた『弟切草』などのシステム「マルチシナリオ」に適用し開発されたものである。菅野は『YU-NO』におけるシナリオの分岐やゲーム上の仕掛けなどの原点はダンジョンRPGだと述べている。また、A.D.M.Sは当初、シーズウェアのAVG『XENON -夢幻の肢体-』（1994年）に搭載される予定であったが、3か月という開発期間内では実現できなかった。
評論家の東浩紀は、『YU-NO』のマルチシナリオについて「嫌いなルートをプレイしない」スタイルを例に挙げ、システム上それが許されず、すべてのルートをプレイしなくてはならない『YU-NO』は興味深い作りと評している。それに対し菅野は、既存のマルチシナリオではルート別の仕掛けがそれぞれで終わってしまうことを懸念し、全ルートを意味のあるものにしようとした場合にかかるコストを考え、最適化されたシステムにしたと答えている。

### 音楽
当時エルフの社員であった梅本竜がPC-98版『YU-NO』の音楽の制作者としてクレジットされているが、一部イベントシーン（異世界編）の楽曲は高見龍と神奈江紀宏が手掛けた。これは、PC-98版『YU-NO』の楽曲制作期間中に梅本が疲労のあまり失踪したため、菅野ひろゆきの知り合いである神奈江紀宏が呼び出され、さらに当時梅本と同居していた高見が残りを担当したことによるものである。『EVE burst error』完成後、菅野は高見に違う感じの曲を作るように頼んで送らせた後、PC-98版『YU-NO』をヒントなしでプレイさせたうえで足りないものリストを渡して楽曲を作らせた。高見は自身が作曲家としてクレジットされていないことについて「梅本君が作った現代篇の音楽があるから、失踪が事実でも、もうこれは彼の作品だろうと思った。僕は彼の曲に似せて作ったつもりだから、僕はかかわっていないことにしていいよ」とAUTOMATONとのインタビューの中で述べている。
セガサターン版は梅本、高見、神奈江の三名が音楽の制作者としてクレジットされたが、梅本と高見はセガサターン版の移植には関わっておらず、実際はシンガーソングライターの佐藤龍一がセガサターン版『YU-NO』の編曲者であり、神奈江は移植の手伝いという立場であった。梅本が失踪していたころ、菅野はセガサターン向けの内蔵音源を制作するためのMacintosh用ソフトを扱える人材を探しており、佐藤がMacintosh向けのゲームソフトの音楽で成功を収めていたことを知った菅野は佐藤にセガサターン版『YU-NO』の編曲を依頼した経緯がある。佐藤は当時の状況について、「梅本の曲を耳コピすることは難しくなかったが、楽器の音源と50曲分のデータを2MBのフロッピーディスクに収めるのには苦労した」と自身のブログ上で振り返っている。また、佐藤は自身のTwitter上にて「会社の都合だろう。歴史なんてそんなもんだ」と自分以外の人間が編曲者としてクレジットされたことについて割り切っており、この仕事を機に菅野の信頼を得て、菅野が亡くなるまで一緒に仕事をしたと振り返っている。
このほかにも、セガサターン版にはオープニング楽曲の作曲者としてヨナオケイシがクレジットされている。

### リメイク版の開発
本作は、エルフからMAGES.へ版権が委譲され、リメイク版として制作された。版権の許諾ではなく委譲での移植となったのは、原作者が没した作品であるためにエルフでもどう触れればいいのか悩んでいること、PC-98版の発売から約18年間で何十社という会社による移植の話を断ってきたこと、そしてエルフにもう『YU-NO』のことを分かる人が在籍していないことなどが理由に挙げられている。
2014年12月28日、『コミックマーケット87』（東京ビッグサイト）にて「新規プロジェクト」として公開される。翌12月29日には『この世の果てで恋を唄う少女YU-NO』のゲーム化プロジェクトであることが公表され、ティザーサイトも公開された。2015年7月10日、公式サイトが正式オープンした。
同年9月19日、幕張メッセで開催中の『東京ゲームショウ2015』にて、本作がPlayStation 4とPlayStation Vita用ソフトとして、2016年2月18日に発売されることが発表されたが、後に同年11月17日に延期され、さらに完成度を高める期間が必要との結論に入ったために発売日が再び延期、最終的に2017年3月16日に発売された。発表から発売まで時間がかかった理由についてMAGES.の総合プロデューサーの浅田は「リメイク版は7割くらい作ったところでクオリティ的に不安だなと思い、全面的に作り直しました」と4Gamer.netとのインタビューの中で説明している。浅田は右往左往しながらストーリーを進めることに本作の面白さがあることを認めつつも、現代のプレイヤーは限られた時間の中で遊ぶことが多いと考えた結果、Switch版にヒント機能を導入することを決定した。また、シナリオの文章量が通常のアドベンチャーゲームの4倍もあり、ボイスパートも多いことから、ローカライズする際に多大な費用がかかったのではないかと浅田は4Gamer.netとのインタビューの中で話しており、海外の表現の規制の差や厳しさを感じる中でなんとか発売にこぎ着けたと振り返っている。リメイク版の時代設定はオリジナル版の発売年に合わせているため、グラフィックの描き直しなどに苦労したと浅田は振り返っている。
リメイク版の音楽は高見とヨナオが編曲という形で担当している。高見は、AUTOMATONとのインタビューの中で「梅本の音楽は普遍的なものであるため、リメイク版は現在の技術ではおかしくなるところだけを修正しつつも梅本の遺した原曲を尊重する方向に決めた」と述べている。
高見は「生前、梅本君は『YU-NO』のサウンドトラックを出せずに悔しがっていた」とAUTOMATONとのインタビューの中で話しており、「梅本君は『DESIRE』『XENON』『EVE burst error』などのサウンドトラックの復刻はできたので、最後に『YU-NO』のサントラを出して、昔の集大成にして一区切りつけたいと考えていた」と述べている。梅本の死後、高見は追悼として『YU-NO』のサウンドトラックのリリースを行いたいと考えるようになり、梅本の知人であるゲーム開発会社社長のせんたろへ『YU-NO』の版権についてエルフに聞いてほしいと頼んだところ、エルフから版権の確認が取れないという返答が来たため、この計画は一時頓挫した。その後、梅本のもう一人の知人であるMAGES.の浅田の協力によって『YU-NO』の版権がエルフにあることが判明し、最終的にはMAGES.に版権が委譲された。これにより、2016年11月12日に開かれた発売記念兼イベント「You Know? Ryu Umemoto」において『YU-NO』の楽曲のトリビュートCDの発売が可能になったほか、リメイク版『YU-NO』の初回限定版の特典としてハイレゾサウンドトラックDVD5枚組がつくこととなった。

## スタッフ

### スタッフ（PC-98版）
- 企画・脚本・ゲームデザイン・総合プロデュース - 菅野ひろゆき
- キャラクターデザイン - 長岡康史
- 音楽・作曲 - 梅本竜、高見龍、神奈江紀宏

### スタッフ（リメイク版）
- エグゼクティブ・プロデューサー - 志倉千代丸
- プロデューサー - 浅田誠
- 脚本 - 菅野ひろゆき
- キャラクターデザイン - 凪良

## 評価

### PC-98版の評価
本作は『DESIRE』や『EVE burst error』のヒットで知られる剣乃が、アダルトゲーム業界の最大手エルフの資本を背景に送り出す作品ということもあり、発売前からアダルトゲーム雑誌で取り上げられていた。
美少女ゲームに関する批評を収集した書籍『パソコン美少女ゲーム歴史大全1982‐2000』のライター、相沢恵は本作の以下の項目に対し、10点満点で採点を行った。相沢はシナリオ・キャラクターは10点、音楽・グラフィックは9点、快適性は8点、H度は7点と、概して高く評価している。レビュー文では、本作の魅力ある箇所として現代編における謎解き要素を取り上げ、とりわけA.D.M.Sについて「プレイヤーというメタレヴェルの意識をここまで洗練させ組みこんだシステムはA.D.M.Sを置いてほかない」と絶賛している。なお、内容に関しては推理ゲームの中に恋愛要素が上手く整合していると分析した。
また、『電撃王』では「年末年始に発売されるベストゲームはこれだ」と称して、『YU-NO』の名を巻頭に挙げている。また、同誌が読者アンケートを元に作成した「読者の欲しいソフト」ランキングでは、2号連続で1位を獲得した。

#### 売り上げ
PC版は通信販売を含め10万本以上のセールスを記録している。
デジタルメディアインサイダーの集計によると、1997年11月30日までに4万5844本（CD版:3万553本、3.5FD版:1万5291本）のセールスを記録している。同誌の1997年の年間ランキングでは、CD版が14位となっている（1位は『Shock Price 500 麻雀』で7万7102本、アダルトゲーム最多は3位の『鬼畜王ランス』で7万2572本となっている）。

#### ユーザーの評価
『電撃王』の「第2回 電撃王ゲームソフト大賞」では読者投票の平均点が最も高い作品に与えられるヒートアップ賞を受賞しており、『E-LOGIN』の「ゲーム & ヒロイン of the year 1996」のゲーム部門で9位（1位は『同窓会』）、『コンプティーク』の「第1回コンプティーク・ソフト大賞」で5位（1位は『To Heart』）を記録している。

### セガサターン版の評価
『YU-NO』はセガサターンへの移植が決まった時点から、複数のコンシューマーゲーム雑誌で特集が組まれるほどの注目を集めた。
この反響は、PC-98版『YU-NO』が発売される1年前の1995年に発売されたPlayStation版『ときめきメモリアル』（コナミ）のヒットにより美少女ゲームブームが起きていたことと、制作元であるエルフがこれまでに『野々村病院の人々』（1996年11月29日発売）や『下級生』などといったセガサターン向け作品で成功を収めていたことに由来する。また、移植の発表に先立つ1997年1月24日に『YU-NO』のプロデューサーである菅野がシーズウェアに在籍していたころに制作した『EVE burst error』のセガサターン版が『セガサターンマガジン』のセガサターン読者レースで1位を獲得するなど高い評価を得たことも、反響を大きくする要因となった。
『週刊ファミ通』のクロスレビューでは、8・7・7・5の合計27点を獲得した。クロスレビューの参加者であるサワディ・ノダはシナリオの複雑さについて評価し、水ピンは過去に戻って別の選択をすることの面白さについて評価した。『セガサターンマガジン』のレビューでも9・9・9の合計27点を獲得した。また、ライターの酒缶はGamerに寄せたリメイク版のレビュー記事の中で「真相を知るには用意されている並行世界のストーリーを全て見る必要があるため、表面的には条件が厳しいゲームではあるが、実際遊んでみるとシステムがしっかりしているため、ストーリーを埋めていくのが楽しかった」と、セガサターン版を遊んだ時の様子を振り返っている。
| 誌名                         | 売上      | 集計期間                      | 出典                              |
| ---------------------------- | --------- | ----------------------------- | --------------------------------- |
| 週刊ファミ通                 | 139,509本 | 1997年12月4日 - 12月28日      | ファミ通ゲーム白書2005            |
| セガサターンマガジン         | 223,494本 |                               | サターンのゲームは世界いちぃぃぃ! |
| 電撃セガサターン             | 240,820本 | 1997年12月4日 - 1998年2月8日  | 同誌VOL.17                        |
| デジタルメディアインサイダー | 156,956本 | 1997年12月4日 - 1998年1月31日 | 同誌No.4 1998 Apr.                |

### リメイク版に対する反響・評価
本作のリメイク版は、2017年3月24日付のPS Vita DL販売ランキングで3位にランクインを果たし、2017年4月7日の時点ではすでにパッケージ版とデジタル版の合算で4万本を超えていた。
ライターの酒缶はリメイク版の再現性について評価しており、「原作とはビジュアルイメージが変わったキャラクターもいたが、会話しているうちに自然となじんだ」と述べている。
ライターのにゃるらはねとらぼに寄せたコラムの中で、「近親相姦やカニバリズムに関する表現が修正されていなかったうえ、ヒロインの露出度もセガサターン版のままで驚いた」と述べ、原作ファンへの対応や、原作の雰囲気の再現度の高さを評した。その一方で、にゃるらは「リメイク版の神奈の髪形が外ハネになった結果、神秘性が薄れた」と指摘し、初回特典として同封されたPC-98版からエルフのロゴが消されていて残念だと述べた。
ASCIIのrate-datは、ヒント機能の追加やユーザーインターフェースの改良により遊びやすくなったと評価している。また、rate-datは（倫理的な問題をはらむ表現も含め）当時のテキストがほぼそのまま再現されている点について、スタッフの心意気を感じたと述べている。

### ポストモダン哲学との関連
哲学的な見地から『YU-NO』を高く評価する向きもある。評論家の東浩紀はいわゆるオタク文化とポストモダンの関係を論じた著書『動物化するポストモダン オタクから見た日本社会』の中で『YU-NO』を取り上げ、詳細な分析を加えている。ポストモダンとは「近代（モダン）の次（ポスト）に現れる世界」のことだが、同書は簡便のために「1970年代以降の世界」と規定している。『YU-NO』をはじめとするオタク文化にはポストモダンの本質がよく現れているとされる。
また、東は現代編と異世界編の造りをセカイ系を初めとしたゼロ年代のエンターテイメントの予見になっているとし、ハーレムから純愛に移る構造もシナリオやシステムを追求した結果生まれ出たものではないかと語り、「これからもゲームクリエイターが立ち返るに値する作品」と評した。

### 後世への影響
若木民喜の漫画『神のみぞ知るセカイ』は本作の影響を受けた作品として知られている。

## アダルトアニメ
アダルトアニメ版は『YU-NO』のタイトルで1998年から1999年までピンクパイナップルから発売された。各30分、全4話という限られた尺の都合上、世界観に関する解説が極めて淡白であり、原作を体験した者にとっても理解は非常に困難である。登場人物のキャラクターデザインは原作を踏襲しつつ、展開に大きな差異が見受けられる。並列世界についての新解釈や原作の補完的要素は特に存在しない。
一人称である原作と異なり主人公不在の場面が多々見られ、その傾向は性的描写についても同様（女性キャラクター同士のビアンプレイが特徴的）。シナリオそのものよりも、各キャラクターの新たな側面や性的描写に重きを置いている向きが強い。
各キャラクターには設定の簡略化や変更、あるいは登場場面の総削除が施されている。シナリオは原作とは大きな違いがある（詳細は#登場人物を参照）。
アダルトアニメ版について書かれていないその他のキャラクターは、ゲーム版とは違って存在自体が描かれない。特徴としては現代編のキャラクターの多くを異世界編にも登場させ、異世界編専用キャラクターの代役を演じさせることで人数を絞った点が挙げられる。また、現代編男性キャラクターはたくやと秀夫が登場するのみで原作の半数以上が未登場となっており、全体的に現代編女性キャラクターの出番が増加している。
2019年6月28日には全4話をDVD1枚に収録したゴールドディスクが発売された。

### スタッフ（OVA）
- 原作 - エルフ（剣乃ゆきひろ）
- 監督 - 金澤勝眞（第1話・第2話）、矢越守（第3話・第4話）
- 脚本 - 工藤治（全話）、かついまさお（第3話）、ももいさくら（第4話）
- キャラクター原案 - 長岡康史
- キャラクターデザイン - 青木哲朗（第1話・第2話）、石原恵（第2話）、田中雄一（第3話・第4話）
- 色彩設計 - 若菜陽子
- 美術監督 - 原優子
- 撮影監督 - 火田杏子（第4話）
- 編集 - 岡田輝満
- 音響監督 - 飯塚康一
- 音楽 - CUE
- 音楽プロデューサー - 横山光則
- 制作担当 - 小山雅弘（第1話・第2話）
- 制作プロデューサー - 岩見一伸（第3話・第4話）
- プロデューサー - 大宮三郎（第1話）、織賀進（第2話 - 第4話）
- アニメーション制作 - PPプロジェクト（全話）、STUDIO玉椿（第4話）
- 製作 - ピンクパイナップル

### エンディングテーマ（OVA）
「VOICES」（第1話・第2話）
作詞 - 六ツ見純代 / 作曲・編曲 - 坂本昌之 / 歌 - そのざきみえ（現：園崎未恵）
「FACES」（第3話・第4話）
作詞 - 六ツ見純代 / 作曲・編曲 - 坂本昌之 / 歌 - そのざきみえ

### 各話リスト（OVA）
| 発売日         | 話数  | サブタイトル           | 絵コンテ   | 演出       | 作画監督         |
| -------------- | ----- | ---------------------- | ---------- | ---------- | ---------------- |
| 1998年10月23日 | 第1幕 | 誘惑する事象たち       | （未表記） | （未表記） | 高橋丈夫         |
| 1999年1月22日  | 第2幕 | 不連続体のコンチェルト | （未表記） | （未表記） | 石原恵、瀬上幸雄 |
| 1999年6月25日  | 第3幕 | 分岐点のシンデレラ     | 矢吹勉     | 緒館比野麿 | 七海修           |
| 1999年9月24日  | 第4幕 | 世界の果てで女神は唄う | （未表記） | 山内博美   | 中森吉春         |

## テレビアニメ
GENCO、MAGES.、feel.の共同企画として、2019年4月から10月までAT-Xほかにて放送された。全26話。
2018年3月24日にAnimeJapan2018内のジェンコ新作アニメステージで情報が解禁され、原作の全キャラクターと全ルートや、たくやを巡る女性陣の人間関係が描かれることが明かされている。

### テレビアニメ版の制作
テレビアニメ化の企画はリメイク版の発売と同時期の2017年春に立ち上がったが、連続2クールでのアニメ化を引き受ける制作会社を探すのに時間がかかった結果、リメイク版の発売からテレビアニメ版の放送開始までに間が空いた。
連続2クールで放送することを必須条件とした理由について、浅田は「『YU-NO』はルートが複雑に分岐しているので、各話の放送が1週間空くだけで分かりにくくなるんですよ。（中略）もし分割2クールにして、間が3か月も空いてしまうと、ストーリーのつながりが分からなくなってしまいます。」と説明している。
テレビアニメ版の監督に起用された平川は、セガサターン版を遊んだことがあるほか、業界内における本作の影響の大きさを理解しており、監督に起用された際は荷が重いと感じていたと4Gamer.netとのインタビューの中で振り返っている。
浅田はゲームとアニメでは表現できることが異なるという考えから、オリジナル版のストーリーから大きくそれないようにという要望を出す以外は、アニメ制作会社のやりたいようにさせていた。テレビアニメ版の時代設定はリメイク版と同じく、オリジナル版が発売された1996年ごろであり、背景や小道具、会話内で使われる単語などについても細心の注意が払われた。また、結城がたくやを「オヤビン」と呼ぶ場面について、「現在（2019年）の視聴者に通じるのか？」と疑問に思った脚本家が浅田に問い合わせることがあったが、オリジナル版のシナリオにも存在する言い回しであったため、そのまま通った。平川も「オヤビン」という呼称について、「僕は逆に『キャラが立ってるな』と思いましたけどね。今はこんな言い方をする人はいないなと。やっぱり「オヤビン」でよかったと思います。」と4Gamer.netとのインタビューの中で振り返っている。
オリジナル版はテキスト量が多く、下手をすればプロローグまでしかアニメ化できない可能性があり、放送の時期や方式が決まっていない段階から、プロローグの放送方法について話し合いが重ねられた。その結果、プロローグの内容を第1話に収め、第2話以降はテンポを落として放送することが決まった。第1話の絵コンテを見た浅田は、あまりの詰め込みように心配していたものの、実際の映像を見て納得したと4Gamer.netとのインタビューの中で振り返っている。
平川は、特定の時間軸に戻ることを可能としたA.D.M.Sシステムの表現に苦労した末、視聴者がこれまでの物語の流れを覚えているという前提で物語を展開する方法をとった。また、シリーズ構成にあたり、ゲーム内のイベントをできるだけすべて映像化するというコンセプトが立てられていたため、各ルートをつなげるためのアニメのオリジナルイベントをいかにして入れていくかにも苦労したと平川はインタビューの中で振り返っている。このほかにも、たくやが異世界に行く動機を明確にするため、最終的には神奈ルートを現代編の終盤に持っていき、「異世界にしかにない超念石を持ち帰って神奈を救う」という動機がつけられた。
テレビアニメにおいては、現実世界とは異なる異世界での生活や街並みについて細かな描写が要求されるものの、オリジナル版の異世界編ではこれらに関する描写が少なく、原作者の菅野も亡くなっているため、異世界編のキャラクターを最初から登場させる方針がとられ、オリジナル版では脇役であったサラの出番が追加された。

### スタッフ（TV）
- 原作 - 菅野ひろゆき、MAGES.[101]
- 監督 - 平川哲生[102][103]
- 助監督 - 松下周平[104]
- キャラクターデザイン - 大塚舞[102]
- サブデザイン・小物設定 - 藤崎賢二、枡田邦彰、村山公輔
- 美術監督 - 坂上裕文、加藤浩
- 美術設定 - 加藤浩
- 美術背景 - ととにゃん[101]
- 色彩設計 - 宮脇裕美[104]
- 撮影監督 - 難波史[104]
- 撮影アドバイザー - 中村雄太[104]
- 編集 - 丸山流美[104]
- 音響監督 - たなかかずや[101]
- 音楽 - ヨナオケイシ、高見龍、エバン・コール、川村竜[101]
- 音楽プロデューサー - 濱田智之
- 音楽制作 - MAGES.[104]
- プロデューサー - 河合秀典、神部裕彦、髙橋和彰、梅田和沙、礒谷徳知、角田博昭、大森慎司、早野義人
- アニメーションプロデューサー - 上坂陽一郎
- アニメーション制作 - feel.[101]
- プロデュース - GENCO[101]
- 製作 - PROJECT YU-NO[104]

### 主題歌（TV）
作詞・作曲は志倉千代丸が担当。
オープニングテーマ
「この世の果てで恋を唄う少女」（第1話 - 第17話）
編曲 - 悠木真一 / 歌 - 亜咲花
「MOTHER」（第18話 - 第26話）
編曲 - 高木龍一 / 歌 - 鈴木このみ
エンディングテーマ
「真理の鏡、剣乃ように」（第2話 - 第17話）
編曲 - 白戸佑輔 / 歌 - 鈴木このみ
「神の数式」（第18話 - 第26話）
編曲 - 悠木真一 / 歌 - 亜咲花

### 各話リスト（TV）
| 話数     | サブタイトル               | 脚本       | 絵コンテ       | 演出              | 作画監督                                                                                  | 総作画監督                            |        |        |        |        |        |        |        |        |        |        |        |        |        |        |        |        |        |        |
| 現世編   | 現世編                     | 現世編     | 現世編         | 現世編            | 現世編                                                                                    | 現世編                                | 現世編 | 現世編 | 現世編 | 現世編 | 現世編 | 現世編 | 現世編 | 現世編 | 現世編 | 現世編 | 現世編 | 現世編 | 現世編 | 現世編 | 現世編 | 現世編 | 現世編 | 現世編 |
| -------- | -------------------------- | ---------- | -------------- | ----------------- | ----------------------------------------------------------------------------------------- | ------------------------------------- | ------ | ------ | ------ | ------ | ------ | ------ | ------ | ------ | ------ | ------ | ------ | ------ | ------ | ------ | ------ | ------ | ------ | ------ |
| 第1話    | You Know?                  | 平川哲生   | 平川哲生       | 松下周平          | 山崎正和 藤崎賢二 辻上彩華 枡田邦彰 佐藤元昭                                              | 大塚舞                                |        |        |        |        |        |        |        |        |        |        |        |        |        |        |        |        |        |        |
| 第2話    | 並列世界構成原理           | 平川哲生   | 平川哲生       | ふじいたかふみ    | 立田眞一 高原修司 川島尚                                                                  | 大塚舞                                |        |        |        |        |        |        |        |        |        |        |        |        |        |        |        |        |        |        |
| 第3話    | 止められない涙             | 平川哲生   | 平川哲生       | 佐野真司 松下周平 | 邵明成                                                                                    | 大塚舞 枡田邦彰 藤崎賢二              |        |        |        |        |        |        |        |        |        |        |        |        |        |        |        |        |        |        |
| 第4話    | 穢された白い肌             | 横谷昌宏   | 今井翔太       | 今井翔太          | 村上直紀 森悦史                                                                           | 枡田邦彰                              |        |        |        |        |        |        |        |        |        |        |        |        |        |        |        |        |        |        |
| 第5話    | 悲劇の螺旋                 | 大知慶一郎 | 今井翔太       | ふじいたかふみ    | 北村友幸 清水直樹 川島尚                                                                  | 藤崎賢二                              |        |        |        |        |        |        |        |        |        |        |        |        |        |        |        |        |        |        |
| 第6話    | 青白き光の彼方に           | 猪原健太   | 池端隆史       | 山田卓            | 山崎正和 日高真由美 山村俊了                                                              | 大塚舞                                |        |        |        |        |        |        |        |        |        |        |        |        |        |        |        |        |        |        |
| 第7話    | タタリ騒動の元凶           | 平川哲生   | こでらかつゆき | 嵯峨敏            | 立田眞一 高原修司 佐藤元昭 村上直紀                                                       | 枡田邦彰                              |        |        |        |        |        |        |        |        |        |        |        |        |        |        |        |        |        |        |
| 第8話    | 燕雀いずくんぞ             | 横谷昌宏   | 高柳滋仁       | 秋山宏            | 森悦史 村上直紀 日高真由美 川島尚                                                         | 藤崎賢二                              |        |        |        |        |        |        |        |        |        |        |        |        |        |        |        |        |        |        |
| 第9話    | 彼と彼女の距離             | 大知慶一郎 | 髙田淳         | 境橋渡            | 北條真純 大高雄太 逵村六 嘉村弘之 西尾公伯                                                | 大塚舞                                |        |        |        |        |        |        |        |        |        |        |        |        |        |        |        |        |        |        |
| 第10話   | 重なる想い                 | 横谷昌宏   | 山田卓         | 山田卓            | 清水直樹 北村友幸 山崎正和 細田沙織 佐藤元昭                                              | 藤崎賢二                              |        |        |        |        |        |        |        |        |        |        |        |        |        |        |        |        |        |        |
| 第11話   | もう一度あのキスを         | 横谷昌宏   | 池端隆史       | 鈴木龍太郎        | 渡辺一平太 谷口繁則 今泉竜太 平野翔 迎千葉瑠 森谷春樹                                     | 枡田邦彰                              |        |        |        |        |        |        |        |        |        |        |        |        |        |        |        |        |        |        |
| 第12話   | 白衣の下の秘密             | 大知慶一郎 | 出合小都美     | 室谷靖            | 手島典子 薮田裕希                                                                         | 大塚舞                                |        |        |        |        |        |        |        |        |        |        |        |        |        |        |        |        |        |        |
| 第13話   | 定められた運命             | 猪原健太   | 平川哲生       | 西村大樹          | 日高真由美 山崎正和 森悦史 川島尚 村上直紀 佐藤元昭                                       | 藤崎賢二                              |        |        |        |        |        |        |        |        |        |        |        |        |        |        |        |        |        |        |
| 第14話   | 転校生のお友達             | 平川哲生   | 今井翔太       | 今井翔太          | 立田眞一 高原修司 細田沙織                                                                | 枡田邦彰 藤崎賢二 大塚舞              |        |        |        |        |        |        |        |        |        |        |        |        |        |        |        |        |        |        |
| 第15話   | 戻らない夏                 | 横谷昌宏   | 及川啓         | 松下周平          | 村上直紀 森悦史 北村友幸 細田沙織 清水直樹 山崎正和 田頭沙織 佐藤元昭                     | 枡田邦彰 藤崎賢二 大塚舞              |        |        |        |        |        |        |        |        |        |        |        |        |        |        |        |        |        |        |
| 第16話   | 動かない時の中で           | 大知慶一郎 | 及川啓         | 嵯峨敏            | 渡辺一平太 谷口繁則 森谷春樹 今泉竜太                                                     | 枡田邦彰 藤崎賢二 大塚舞              |        |        |        |        |        |        |        |        |        |        |        |        |        |        |        |        |        |        |
| 第17話   | 青く儚き誓い               | 猪原健太   | 及川啓         | 殿勝秀樹          | 川島尚 細田沙織 日高真由美 山崎正和                                                       | 枡田邦彰 藤崎賢二 大塚舞              |        |        |        |        |        |        |        |        |        |        |        |        |        |        |        |        |        |        |
| 異世界編 |                            |            |                |                   |                                                                                           |                                       |        |        |        |        |        |        |        |        |        |        |        |        |        |        |        |        |        |        |
| 第18話   | デラ＝グラントの黄昏       | 平川哲生   | 池端隆史       | 西村大樹          | 立田眞一 柳川沙樹 佐藤元昭 北村友幸                                                       | 高原修司 枡田邦彰 藤崎賢二            |        |        |        |        |        |        |        |        |        |        |        |        |        |        |        |        |        |        |
| 第19話   | 親子の絆                   | 猪原健太   | 山田卓         | 嵯峨敏            | 村上直紀 田頭沙織 清水直樹 山崎正和 佐藤元昭 森悦史                                       | 高原修司 枡田邦彰 藤崎賢二            |        |        |        |        |        |        |        |        |        |        |        |        |        |        |        |        |        |        |
| 第20話   | ラファエロ砂漠へ           | 大知慶一郎 | 高柳滋仁       | 菜葉旨籾          | 渡辺一平太 平野翔 迎千葉瑠 立田眞一 袴田裕二 金井裕子 柳川沙樹 穂積彩夏 田頭沙織 清水直樹 | 藤崎賢二 枡田邦彰                     |        |        |        |        |        |        |        |        |        |        |        |        |        |        |        |        |        |        |
| 第21話   | 悪魔の支配する採掘場       | 横谷昌宏   | 池端隆史       | 浅見隆司          | 北村友幸 前田義宏 日高真由美 細田沙織 穂積彩夏                                            | 藤崎賢二 枡田邦彰 高原修司            |        |        |        |        |        |        |        |        |        |        |        |        |        |        |        |        |        |        |
| 第22話   | 採掘場からの脱出           | 平川哲生   | 鈴木龍太郎     | 鈴木龍太郎        | 森悦史 立田眞一 川島尚 山崎正和 佐藤元昭                                                  | 藤崎賢二 枡田邦彰 高原修司            |        |        |        |        |        |        |        |        |        |        |        |        |        |        |        |        |        |        |
| 第23話   | 風の吹く帝都               | 猪原健太   | 今井翔太       | 殿勝秀樹          | 田頭沙織 柳川沙樹 佐藤元昭 清水直樹 川島尚 森悦史 村上直紀                                | 藤崎賢二 枡田邦彰 高原修司 古山瑛一朗 |        |        |        |        |        |        |        |        |        |        |        |        |        |        |        |        |        |        |
| 第24話   | デラ＝グラントの真実       | 大知慶一郎 | 出合小都美     | 嵯峨敏            | 細田沙織 北村友幸 清水直樹 日高真由美 山崎正和 佐藤元昭 立田眞一 前田義宏 柳川沙樹        | 藤崎賢二 枡田邦彰 高原修司 古山瑛一朗 |        |        |        |        |        |        |        |        |        |        |        |        |        |        |        |        |        |        |
| 第25話   | 約束の儀式                 | 猪原健太   | 平川哲生       | 高橋謙仁          | 立田眞一 北村友幸 川島尚 森悦史 山崎正和 佐藤元昭 袴田裕二 山本篤史                       | 藤崎賢二 枡田邦彰 高原修司            |        |        |        |        |        |        |        |        |        |        |        |        |        |        |        |        |        |        |
| 第26話   | この世の果てで恋を唄う少女 | 平川哲生   | 平川哲生       | 山中祥平          | 日高真由美 清水直樹 村上直紀 細田沙織 高原修司 佐藤元昭 金井裕子 穂積彩夏 柳川沙樹        | 藤崎賢二 枡田邦彰 高原修司            |        |        |        |        |        |        |        |        |        |        |        |        |        |        |        |        |        |        |

### 放送局
| 放送期間               | 放送時間                     | 放送局         | 対象地域   | 備考                                        |
| ---------------------- | ---------------------------- | -------------- | ---------- | ------------------------------------------- |
| 2019年4月2日 - 10月1日 | 火曜 23:00 - 23:30           | AT-X           | 日本全域   | 製作参加 / CS放送 / リピート放送あり        |
| 2019年4月3日 - 10月2日 | 水曜 22:00 - 22:30           | TOKYO MX       | 東京都     |                                             |
| 2019年4月4日 - 10月3日 | 木曜 2:46 - 3:16（水曜深夜） | 朝日放送テレビ | 近畿広域圏 | 『水曜アニメ〈水もん〉』第2部               |
| 2019年4月5日 - 10月4日 | 金曜 0:00 - 0:30（木曜深夜） | BSフジ         | 日本全域   | 製作参加 / BS/BS4K放送 / 『アニメギルド』枠 |
| 2019年4月7日 - 10月6日 | 日曜 2:44 - 3:15（土曜深夜） | メ〜テレ       | 中京広域圏 | 製作参加                                    |

| 配信期間               | 配信時間        | 配信サイト |
| ---------------------- | --------------- | --- |
| 2019年4月4日 - 10月3日 | 木曜 12:00 更新 | dアニメストア AbemaTV |
| 2019年4月7日 - 10月6日 | 日曜 12:00 更新 | U-NEXT Amazonプライム・ビデオ FOD アニマックスオンデマンド バンダイチャンネル ビデオパス J:COMオンデマンド milplus Hulu ひかりTV GYAO! ニコニコチャンネル Rakuten TV ビデオマーケット HAPPY!動画 |

### BD
| 巻 | 発売日         | 収録話          | 規格品番  |
| -- | -------------- | --------------- | --------- |
| 1  | 2019年8月28日  | 第1話 - 第8話   | GNXA-2241 |
| 2  | 2019年10月30日 | 第9話 - 第17話  | GNXA-2242 |
| 3  | 2019年12月26日 | 第18話 - 第26話 | GNXA-2243 |

| 朝日放送テレビ 水曜アニメ〈水もん〉 後半枠         | 朝日放送テレビ 水曜アニメ〈水もん〉 後半枠 | 朝日放送テレビ 水曜アニメ〈水もん〉 後半枠                          |
| 前番組                                             | 番組名                                     | 次番組                                                              |
| -------------------------------------------------- | ------------------------------------------ | ------------------------------------------------------------------- |
| モブサイコ100 II                                   | この世の果てで恋を唄う少女YU-NO            | 私、能力は平均値でって言ったよね!                                   |
| BSフジ アニメギルド 金曜 0:00 - 0:30（木曜深夜）枠 |                                            |                                                                     |
| 不明                                               | この世の果てで恋を唄う少女YU-NO            | 本好きの下剋上 司書になるためには手段を選んでいられません（第一部） |

## 関連商品

### 書籍
- 『この世の果てで恋を唄う少女YU-NO 完全ガイド』 発行：辰巳出版、1997年5月15日、ISBN 4-88641-197-5
- まりお金田 著、漫画単巻、月刊Gファンタジー連載、発行：エニックス、
  - 『この世の果てで恋を唄う少女YU-NO』 1998年10月27日、ISBN 4-87025-379-8
- 神代創 著、小説全4巻、発行：ケイエスエス
  - 『この世の果てで恋を唄う少女YU-NO I.美月』 1998年1月27日、ISBN 4-87709-191-2
  - 『この世の果てで恋を唄う少女YU-NO II.神奈』 1998年4月2日、ISBN 4-87709-205-6
  - 『この世の果てで恋を唄う少女YU-NO III.セーレス』 1998年7月30日、ISBN 4-87709-245-5
  - 『この世の果てで恋を唄う少女YU-NO IV.ユーノ』 1998年12月3日、ISBN 4-87709-281-1
- 石田総司 著、漫画全2巻、コミッククリア連載、発行：KADOKAWA
  - 『この世の果てで恋を唄う少女YU-NO 1』 2017年10月13日、ISBN 978-4-04-734698-7
  - 『この世の果てで恋を唄う少女YU-NO 2』 2018年3月15日、ISBN 978-4-04-734985-8

### CD
- この世の果てで恋を唄う少女YU-NO SUPER SOUND TRACK
  - PC98版ソフト同梱の申し込み用紙でのみ購入可能であった。2枚組で、簡素な紙ケースに収納されている。ライナーノーツはない。
- この世の果てで恋を唄う少女YU-NO オリジナル・サウンド&ボイスコレクション
  - SS版の発売後、エルフの通販でのみ購入可能であった。多少アレンジが加えられている。3枚組で、ライナーノーツ（ミニイラスト集）が付属する。

### その他
- 『この世の果てで恋を唄う少女YU-NO 2048』
  - 本作を題材としたiOS用2048ゲームで、宝玉を消費してパネルを入れ替えるなどといったスキルを発動させることができる[111]。